# Las Conchas, Veracruz
Las Conchas är en ort i Mexiko.   Den ligger i kommunen Tierra Blanca och delstaten Veracruz, i den sydöstra delen av landet, 300 km öster om huvudstaden Mexico City. Las Conchas ligger 68 meter över havet och antalet invånare är 238.
Terrängen runt Las Conchas är platt, och sluttar österut. Runt Las Conchas är det ganska tätbefolkat, med 65 invånare per kvadratkilometer. Trakten runt Las Conchas består till största delen av jordbruksmark.